# Masakiyo Maezono
Masakiyo Maezono (前園 真聖?, Maezono Masakiyo; Satsumasendai, 29 ottobre 1973) è un ex calciatore giapponese, di ruolo centrocampista.